# 홍범 14조
홍범 십사 조(洪範十四條)는 1894년 음력 12월 12일(1895년 1월 7일) 제정·선포된 한국 최초의 근대적 헌법이다.

## 개요
1895년(고종 32년) 1월 7일, 고종은 세자와 대원군·종친 및 백관을 거느리고 종묘에 나아가 먼저 독립의 서고문(誓告文)을 고하고 이를 선포하였다. 1월 8일에 이를 전국민에게 반포하였다. 이 서고문을 홍범 14조라 하며, 근세 최초의 순한글체와 순한문체 및 국한문 혼용체의 세 가지로 작성하여 발표하였는데, 순한글체에서는 홍범 14조를 ‘열 네 가지 큰 법’이라 표기하였다.

## 내용
14개 조목의 강령으로, 자주 독립의 확립, 왕위 세습제, 후빈(后嬪)의 정치 불간여, 조세 법률주의와 예산 편성, 지방 관제의 개혁과 지방 관리의 권한 제한, 선진 외국의 학예와 문화 수입, 입법과 국민의 생명 재산 보호, 징병과 군대의 양성, 광범위한 인재 등용이 그 내용이다.
- 제1 청국에 의존하는 생각을 끊고 자주독립의 기초를 세운다.
- 제2 왕실 전범(王室典範)을 작성하여 대통(大統)의 계승과 종실(宗室)·척신(戚臣)의 구별을 밝힌다.
- 제3 국왕(大君主)이 정전에 나아가 정사를 친히 각 대신에게 물어 처리하되, 왕후·비빈·종실 및 척신이 관여함을 용납치 아니한다.
- 제4 왕실 사무와 국정 사무를 분리하여 서로 혼동하지 않는다.
- 제5 의정부와 각 아문(衙門)의 직무 권한의 한계를 명백히 규정한다.
- 제6 부세(賦稅, 세금의 부과)는 모두 법령으로 정하고 명목을 더하여 거두지 못한다.
- 제7 조세 부과와 징수 및 경비 지출은 모두 탁지아문(度支衙門)에서 관장한다.
- 제8 왕실은 솔선하여 경비를 절약해서 각 아문과 지방관의 모범이 되게 한다.
- 제9 왕실과 각 관부(官府)에서 사용하는 경비는 1년간의 예산을 세워 재정의 기초를 확립한다.
- 제10 지방관 제도를 속히 개정하여 지방관의 직권을 한정한다.
- 제11 널리 자질이 있는 젊은이를 외국에 파견하여 학술과 기예(技藝)를 익히도록 한다.
- 제12 장교(將校)를 교육하고 징병제도를 정하여 군제(軍制)의 기초를 확립한다.
- 제13 민법 및 형법을 엄정히 정하여 함부로 가두거나 벌하지 말며, 백성의 생명과 재산을 보호한다.
- 제14 사람을 쓰는 데 문벌(門閥)을 가리지 않고 널리 인재를 등용한다.